# Sberbank banka
Sberbank banka d.d. je bila slovenska hčerinska banka holdinga Sberbank Europe AG, ki je bil prisoten na enajstih trgih Srednje in Vzhodne Evrope: na Slovaškem, Češkem, Madžarskem, Hrvaškem, v Avstriji, Sloveniji, Bosni in Hercegovini, Srbiji, Nemčiji in Ukrajini. 
Leta 2021 je Gorenjska banka, ki je v lasti srbske AIK banke, podpisala pogodbo za nakup slovenske podružnice banke, vendar nakup ni bil zaključen. Leta 2022 je bila banka v Sloveniji vključena v skupino NLB, preimenovana v N Banko ter leta 2023 pripojena banki NLB.